# محمود الشاهرودي
السيد محمود الحسيني الشاهرودي هو عالم دين شيعي (1301 - 1394هـ)

## ولادته ونشأته
ولـد الـسيد محمود الشاهرودي في عام 1301 هـ باحدى القرى التابعة لمدينة شاهرود في عائلة فلاحية معروفة بالتقوى والصلاح
وكان جده عبد الله الشاهرودي من علماء شاهرود المعروفين، وينتهي نسب عائلته إلى الحسين بن علي ().

## دراسته وتدريسه
- كـانت لديه منذ صغره رغبة شديدة في دراسة العلوم الدينية، وقد ساعده عـلـى الـمضي في ذلك تشجيع والدته.
- تعلم القراة والكتابة والقرآن الكريم عند معلم خاص في محل ولادته.
- سـافـر إلى منطقة (بسطام) لاكمال دراسة العلوم الدينية، وعند وصوله إلى هناك واظب على الـدراسـة بشكل منقطع النظير، ونتيجة لاستعداداته ومواهبه أخذ يدرّس زملاءه واصدقاءه بعض العلوم التي اكتسبها في حوزة بسطام.
- سـافـرالى مشهد المقدسة لاكمال الدراسة الحوزوية وخلال اقامته هناك قام بتدريس السطوح العالية، بسبب قوة ذكائه وكثرة استعداداته.
- فـي عـام 1328هـ هـاجر إلى النجف الاشرف لغرض حضور حلقات الدرس التي كان يقيمها المراجع العظام من امثال: الشيخ الخراساني، وضياء الدين العراقي، وآية الله الشيخ النائيني.
- اسـتـمـر على تدريس الطلاب الفقه والاصول، في مرحلة البحث الخارج اكـثـر مـن خمسين سنة، ونتيجة لذلك ذاع صيته في اوساط الحوزة العلمية، وأصبحت له كذلك شهرة بين الحوزات العلمية في المدن الأخرى.

## طلابه
تخرّج على يديه عشرات الطلاب نذكر قسما منهم:
- محمد مهدي الموسوي البجنوردي.
- محمد الحسين الحسيني الطهراني.
- مرتضى الفيروزآبادي.
- الشيخ محمد علي التوحيدي التبريزي.
- محمد الشاهرودي (ابنه).
- الشيخ مسلم الملكوتي.
- الشيخ حسين الوحيدي الهمداني.
- الشيخ غلام رضا الباقري الاصفهاني.
- محمد حسين فضل الله

## اجتهاده ومرجعيته
نال الشاهرودي درجة الاجتهاد وعمره (35 سنة), وأصبحت له مكانة بين اوساط العلماء والـمـراجـع آنـذاك.
وبـعـد رحلة المرجع الكبير أبو الحسن الموسوي الأصفهاني في عام 1365 هـ أخذ كثير من الشعب الإيراني بتقليد السيد الشاهرودي، وكذلك فعل باقي الشيعة في الدول الإسلامية المختلفة، وبالخصوص بعد رحلة المرجعين الكبيرين البروجردي ومحسن الحكيم (رحمهما اللّه).

## صفاته واخلاقه
1 - حل مشكلات الناس وسد احتياجاتهم:
كان شديد العطف على شرائح المجتمع كافة، وإذا تعرض احدهم لا سمح اللّه الـى ضـائقـة أو مـشكلة، فانه يساهم في رفع تلك الضائقة وحل تلك المشكلة، وفي الحالات التي يعجز عن المساعدة اوالمشاركة فيها، يقوم بالذهاب إلى مرقد اميرالمؤمنين علي (), ويـدعـو اللّه سبحانه ان يرفع تلك المعاناة ويتوسل بالمنزلة العظيمة التي يتمتع بها الامام عند اللّه سبحانه.
2 - عـشقه للامام الحسين ():
ومن خصوصياته الأخرى هي ذوبانه في حب الامام الـحـسين (), وينقل عنه انه عندما كان يذهب لالقاء دروسه ويجد في طـريـقه مجلسا لاحياء ذكرى مصائب الحسين (), فانه كان يشترك في ذلك المجلس مع الـحاضرين لاحياء المناسبة، ويجلس قليلا ثم يخرج ذاهبا لالقاء درسه، وينقل عنه كذلك انه ذهب لزيارة كربلاء خلال عمره الشريف ماشيا على قدميه 260 مرة.
ومـن مـمـيزاته الأخرى: اهتمامه الشديد بالامر بالمعروف والنهي عن المنكر، والتوكل المطلق على اللّه في جميع الامور، والبساطة في العيش والابتعاد عن كل مظاهر الترف.

## خدماته
له أعمال خيرية جليلة نذكر أهمها:
1 - بناء مدرسة القزويني في النجف.
2 - بناء مدرسة البخارائي في النجف الاشرف.
3 - بناء المدرسة المحمودية في منطقة فاروج.
4 - ترميم بناء مدرسة زاهدان.
5 - بناء مدرسة ومكتبة في مدينة فومن.
6 - بناء مسجد في زاهدان.
7 - بناء مسجد في جاجرم.
8 - بناء مسجد المعصومية في مدينة بجنورد، وآخر في نفس المدينة.
9 - بناء مسجد في مازندران.
10 - بناء المسجد الجامع في كلالة.
11 - بناء المسجد الجامع في داميان.
12 - بناء مسجد في منطقة طيبات.
13 - بناء مسجد وحسينية في مدينة كابل.
14 - بناء مـجمع سكني يقع بين النجف ومدينة الكوفة لطلبة العلوم الدينية باسم حي الامام الشاهرودي، تم انجاز المرحلة الأولى منه في حياته والثانية بعد وفاته، اما القسم الأخير من المشروع فلم يتم انجازه بسبب ابعاد النظام العراقي البعثي لعائلة الشاهرودي إلى خارج العراق.
15 - معالجة المرضى المحتاجين مجانا، وذلك عن طريق الاتفاق مع بعض الأطباء والصيدليات وتحمله لمصاريف العلاج والدواء.

## مؤلفاته
نذكر أهم آثاره المطبوعة وهي:
- حاشية على العروة الوثقى. هذا الكتاب حاشية على كتاب «العروة الوثقى» لمحمد كاظم الطباطبائي اليزدي.
- حاشية على وسيلة النجاة. هذا الكتاب حاشية على كتاب «وسيلة النجاة»، وهو الرسالة العملية لأبي الحسن الأصفهاني.
- الرسالة العملية.
- ذخيرة المؤمنين.
- تقريرات بحث آية اللّه ضياء الدين العراقي.
- تقريرات بحث الاصول والفقه لاية اللّه الشيخ النائيني.

وقد قام بعض طلابه بكتابة تقريرات لدروسه في الفقه والاصول، منها مطبوع ومنها لم يطبع لحد الآن.

## وفاته
انـتقل إلى رحمة اللّه تعالى بعد عمر طويل قضاه بالعلم والعمل الصالح وذلك بتاريخ 18 / شعبان / 1394 هـ في النجف الاشرف، ثم نقل جثمانه الطاهر إلى مدينة كربلاء لغرض تغسيله بماء الفرات، قرب مرقد الامام الحسين واخيه ابي الفضل عليهما السلام.
وتم تشييع جثمانه الـشـريـف هـناك ثم اعيد إلى مدينة النجف الاشرف وشيع تشييعا مهيبا شاركت فيه جميع طبقات الـمـجـتـمـع حـيث مثواه الأخير، ودفن في الصحن الشريف إلى جوار مرقد جده الامام علي بن أبي طالب ().